# Virus de Mojiang
Parahenipavirus mojiangense
Espèce
Synonymes
- Henipavirus mojiangense (ICTV, 2022)
- Mojiang henipavirus (ICTV, 2015)

Taxons de rang inférieur
- Virus de Mojiang

Le virus de Mojiang (MojV), de l'espèce Parahenipavirus mojiangense, une espèce de virus de la famille des Paramyxoviridae. Il appartient au genre Parahenipavirus comme le virus de Langya. Mais les anticorps dirigés contre les glycoprotéines du virus Mojiang sont sérologiquement distincts des autres hénipavirus (parmi lesquels une réactivité croisée plus élevée est toutefois observée),.

## Découverte
Au printemps 2012, trois mineurs travaillant dans une mine de cuivre abandonnée dans le xian autonome hani de Mojiang, dans le sud de la Chine, ont développé une pneumonie mortelle. Des échantillons ont été apportés à l'Institut de virologie de Wuhan où Shi Zhengli et ses collègues ont effectué des tests PCR et ont découvert que les échantillons n'étaient ni le coronavirus de chauve-souris Rp3 ni le SARS-CoV-2.
On a recherché l'ARN viral identifiable chez les espèces de mammifères présentes dans la grotte, notamment Rhinolophus ferrumequinum, Rattus flavipectus et Crocidura dracula (en). 38 séquences obtenues étaient étroitement liées aux membres du genre Henipavirus. Le virus concerné n'a pu être identifié qu'à partir de quatre échantillons de R. flavipectus et a été cultivé dans des cellules Vero E6, BHK-21 et HEp-2. Bien qu'aucune transmission interhumaine n'ait été documentée, la gamme complète d'hôtes mammifères sensibles au virus Mojiang est inconnue. Alors que les Hénipavirus de Hendra, Nipah, Cedar, Kumasi et Madagascar sont connus pour être hébergés chez les chiroptères, principalement Pteropus spp, MojV est le seul henipavirus qui semble être hébergé principalement chez les rongeurs.

## Virologie
Le récepteur de surface cellulaire du virus Mojiang reste inconnu. Contrairement à tous les autres Hénipavirus, le virus de Mojiang ne se lie pas à Ephrin B2/B3. La glycoprotéine de fixation du virus Mojiang (MojV-G) n'a pas de site de liaison à l'éphrine B2/B3 et ne se lie pas aux autres récepteurs paramyxoviraux courants en culture cellulaire, y compris l'acide sialique ou le CD150. MojV-G est le gène le plus divergent, avec moins de 50 % de séquence avec HeV-G. Cela rend le MojV-G aussi différent du HNV-G que le HNV-G l'est de la glycoprotéine de fixation du morbillivirus.